# Карпов Володимир Володимирович
Карпов Володимир Володимирович — старшина Дієвої армії УНР.
Останнє звання у російській армії — підполковник.
Народився у Полтаві. З 12 липня 1918 р. — старшина Головного артилерійського управління військового міністерства Української Держави. З 10 січня 1919 р. — начальник 1-го відділу Головного артилерійського управління Дієвої армії УНР.